# Юнгбю (община)
Община Юнгбю (на шведски: Ljungby kommun) е административна единица, разположена на територията на лен Крунубери, южна Швеция. Притежава обща площ 2004 km2 и население 27 277 души (към 31 декември 2013). На изток община Юнгбю граничи с общините Лахолм, Халмстад и Хюлте от лен Халанд, на север с общините Иславед и Вернаму от лен Йоншьопинг, на запад с община Алвеста, а на юг с общините Маркарюд и Елмхулт. Административен център на община Юнгбю е едноименния град Юнгбю.

## Население
Населението на община Юнгбю през последните няколко десетилетия е относително постоянно. Гъстотата на населението е 15,52 д/km2.
| Население на община Юнгбю в годините между 1970 и 2010 | Население на община Юнгбю в годините между 1970 и 2010 | Население на община Юнгбю в годините между 1970 и 2010 | Население на община Юнгбю в годините между 1970 и 2010 | Население на община Юнгбю в годините между 1970 и 2010 |
| ------------------------------------------------------ | ------------------------------------------------------ | ------------------------------------------------------ | ------------------------------------------------------ | ------------------------------------------------------ |
| Година                                                 |                                                        |                                                        | Население                                              |                                                        |
| 1970                                                   | 1970                                                   |                                                        | 26 079                                                 | 26 079                                                 |
| 1975                                                   | 1975                                                   |                                                        | 26 264                                                 | 26 264                                                 |
| 1980                                                   | 1980                                                   |                                                        | 27 409                                                 | 27 409                                                 |
| 1985                                                   | 1985                                                   |                                                        | 27 234                                                 | 27 234                                                 |
| 1990                                                   | 1990                                                   |                                                        | 27 490                                                 | 27 490                                                 |
| 1995                                                   | 1995                                                   |                                                        | 27 601                                                 | 27 601                                                 |
| 2000                                                   | 2000                                                   |                                                        | 27 078                                                 | 27 078                                                 |
| 2005                                                   | 2005                                                   |                                                        | 27 093                                                 | 27 093                                                 |
| 2010                                                   | 2010                                                   |                                                        | 27 297                                                 | 27 297                                                 |
| Източник: SCB - Преброяване по регион и време          |                                                        |                                                        |                                                        |                                                        |

## Селищни центрове в общината
Селищните центрове (на шведски: tätort) в община Юнгбю са 8 и към 31 декември 2010 година имат съответно население:
| # | Селищен център        | Население към 31 декември 2010 |
| - | --------------------- | ------------------------------ |
| 1 | Юнгбю (Ljungby)       | 15 205                         |
| 2 | Лаган (Lagan)         | 1744                           |
| 3 | Рюсбю (Ryssby)        | 707                            |
| 4 | Лидхулт (Lidhult)     | 611                            |
| 5 | Кона (Kånna)          | 352                            |
| 6 | Витарюд (Vittaryd)    | 318                            |
| 7 | Ангелстад (Angelstad) | 271                            |
| 8 | Агунарюд (Agunnaryd)  | 220                            |

Административният център на община Юнгбю е удебелен.